# Classe Admiral (incrociatore da battaglia)
Gli incrociatori da battaglia classe Admiral sono stati un gruppo di quattro navi progettate per la Royal Navy britannica sul finire della prima guerra mondiale. La loro costruzione fu pensata per contrastare la classe Mackensen di incrociatori da battaglia in costruzione per la Kaiserliche Marine tedesca.
Inizialmente era prevista la costruzione di quattro navi: Anson, Howe, Rodney e Hood. Dopo la sospensione della costruzione delle navi tedesche, la Anson, la Howe e la Rodney vennero cancellate. La Hood, la cui costruzione era più avanzata, venne completata e rimase in servizio fino alla seconda guerra mondiale.

## Storia e progetto
Nel 1915 l'Ammiragliato britannico era impegnato nella scelta delle specifiche per una nuova classe di navi da battaglia successiva alla classe Queen Elizabeth. Il Direttore delle costruzioni navali, Eustace Tennyson-d'Eyncourt, ricevette ordine di preparare un progetto per una nuova "nave da battaglia veloce" che incorporasse le lezioni delle battaglie combattute durante la guerra in corso. Avrebbero dovuto avere quindi un bordo libero più alto, gli armamenti secondari posti al riparo dai marosi in caso di condizioni meteorologiche avverse, un pescaggio ridotto e una velocità di punta di almeno 30 nodi, mentre per l'armamento principale erano richiesti cannoni da 381. Le precedenti Queen Elizabeth, pionieristiche in molte innovazioni progettuali, erano però risultate eccessivamente pesanti, raggiungendo di conseguenza un pescaggio eccessivo che influì anche sulla velocità di punta, inferiore ai 25 nodi previsti.
L'Ammiraglio John Jellicoe, comandante in capo della Grand Fleet, cambiò la richiesta da "navi da battaglia veloci" a grandi incrociatori da battaglia, viste le voci che davano per obsoleti tutti gli incrociatori da battaglia britannici rispetto alla classe Mackensen.
Nei primi mesi del 1916 vennero presentati i due progetti preparati da E.L. Attwood. In aprile venne fatta la scelta definitiva. Sarebbero state grandi navi da 262 metri, con dislocamento di 36.000 long ton. Lo scafo basso, scarsamente corazzato e attrezzato con caldaie piccole ma capaci di portare la nave a 32 nodi. L'ordine per le prime tre unità venne effettuato nello stesso mese, quello per la quarta pochi mesi dopo.

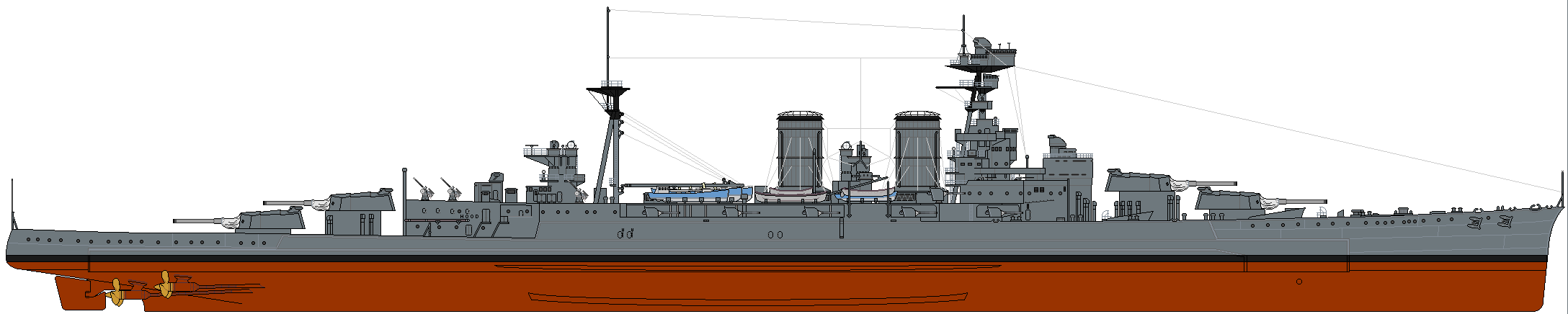
Disegno della Hood nel 1921

La perdita di diversi incrociatori da battaglia britannici nella battaglia dello Jutland del 1916 portò anche a diversi cambiamenti nel progetto tra cui una maggiore corazzatura e modifiche all'armamento. L'aumento del peso dovuto alla corazzatura aggiuntiva e alle protezioni antisommergibile rese necessario rinforzare i disegni di chiglia e scafo, facendo slittare l'impostazione della prima nave, la Hood, fino al settembre 1916. Il nuovo dislocamento ammontava a 42.100 long ton rendendo le navi della classe pari in corazzatura alle precedenti Queen Elizabeth ma dotate di una velocità decisamente superiore. Le modifiche progettuali vennero effettuate molto rapidamente nel tentativo di completare la prima nave della classe per partecipare al conflitto ancora in corso.
Il mancato completamento delle previste navi tedesche fece diminuire l'importanza della costruzione di queste navi. Allo stesso tempo il disegno statunitense di rafforzamento della propria marina con la costruzione delle classe Lexington, poi riconvertite in portaerei e delle navi da battaglia classe South Dakota rese necessaria la progettazione di navi più potenti delle Admiral e indirizzò la Royal Navy nei successivi progetti G3 e N3. La Hood, la cui costruzione era già in stato avanzato, venne completata, mentre le altre navi vennero cancellate.

## Le navi
- HMS Hood, in onore di Samuel Hood, da costruire nei cantieri John Brown & Company di Clydebank. Impostata il 1º settembre 1916, varata il 22 agosto 1918 ed entrata in servizio il 15 maggio 1920. Partecipatò alla Empire Cruise negli anni 20; il suo equipaggio fu coinvolto nell'ammutinamento di Invergordon. Durante la Seconda Guerra Mondiale la Hood combatté a Mers-el-Kébir e nella Battaglia dello stretto di Danimarca, durante la quale venne affondata dalla corazzata tedesca Bismarck
- HMS Howe, in onore di Richard Howe, da costruire nei cantieri Cammell Laird. Impostata nel 1916, la costruzione venne sospesa nel marzo 1917 e cancellata nell'ottobre 1918.
- HMS Rodney, in onore di George Brydges Rodney, da costruire nei cantieri Fairfield Shipbuilding and Engineering Company. Impostata nel 1916, la costruzione venne sospesa nel marzo 1917 e cancellata nell'ottobre 1918.
- HMS Anson, in onore di George Anson, da costruire nei cantieri Armstrong Whitworth. Impostata nel 1916, la costruzione venne sospesa nel marzo 1917 e cancellata nell'ottobre 1918.